# Podophthalminae
De Podophthalminae zijn een onderfamilie van krabben (Brachyura) uit de familie Portunidae.

## Geslachten
De Podophthalminae omvatten de volgende geslachten:
- Euphylax Stimpson, 1860
- Podophthalmus Lamarck, 1801
- Vojmirophthalmus Števčić, 2011